# Selenochlamys ysbryda
Selenochlamys ysbryda (лат. ) — вид наземных стебельчатоглазых брюхоногих моллюсков рода Selenochlamys из семейства Trigonochlamydidae. Вид впервые обнаружен в Уэльсе в 2006 году.

## Описание
Selenochlamys ysbryda длиной от 6 до 7 см, с сильно вытянутым габитусом. Дыхательное отверстие расположено в задней части тела. Животные белые и абсолютно слепые (однако, рудиментарные глаза ещё сохранились), как следствие приспособления к подземному и ночному образу жизни.

## Распространение
Вид был открыт лишь в 2006 году в Уэльсе и впервые формально описан в 2008 году. Так как область распространения семейства Trigonochlamydidae ограничена Кавказом и горами северной Турции и северного Ирана, предполагается, что улитка была завезена. Selenochlamys ysbryda отличается от единственного до сих пор описанного вида рода Selenochlamys Selenochlamys pallida (О. Boettger, 1883) по нескольким признакам и поэтому описана как новый вид. На основании изучения радулы и анатомии глотки предполагается, что это плотоядные животные, которые охотятся на дождевых червей. Они живут преимущественно под землёй и активны ночью. До сих пор они встречались только в нескольких немногочисленных местах в южном Уэльсе.

## Классификация
Видовое название ysbryd означает на уэльском языке привидение и связано с призрачным белым окрасом улитки. От этого произошло тривиальное название вида в английском языке Ghost slug — слизень-привидение.